# パオロ・ウッチェロ
パオロ・ウッチェロ（ウッチェッロ）（Paolo Uccello, 1397年 - 1475年12月10日）は初期ルネサンスの画家。国際ゴシック様式の潮流と遠近法に代表されるルネサンスの科学的アプローチを融合させた絵画を創出した。しかし、あまりにも遠近法に固執したため、ルネサンス後期の画家のみならず、19世紀のロマン主義においてもしばしば批判の対象となった。

## 経歴

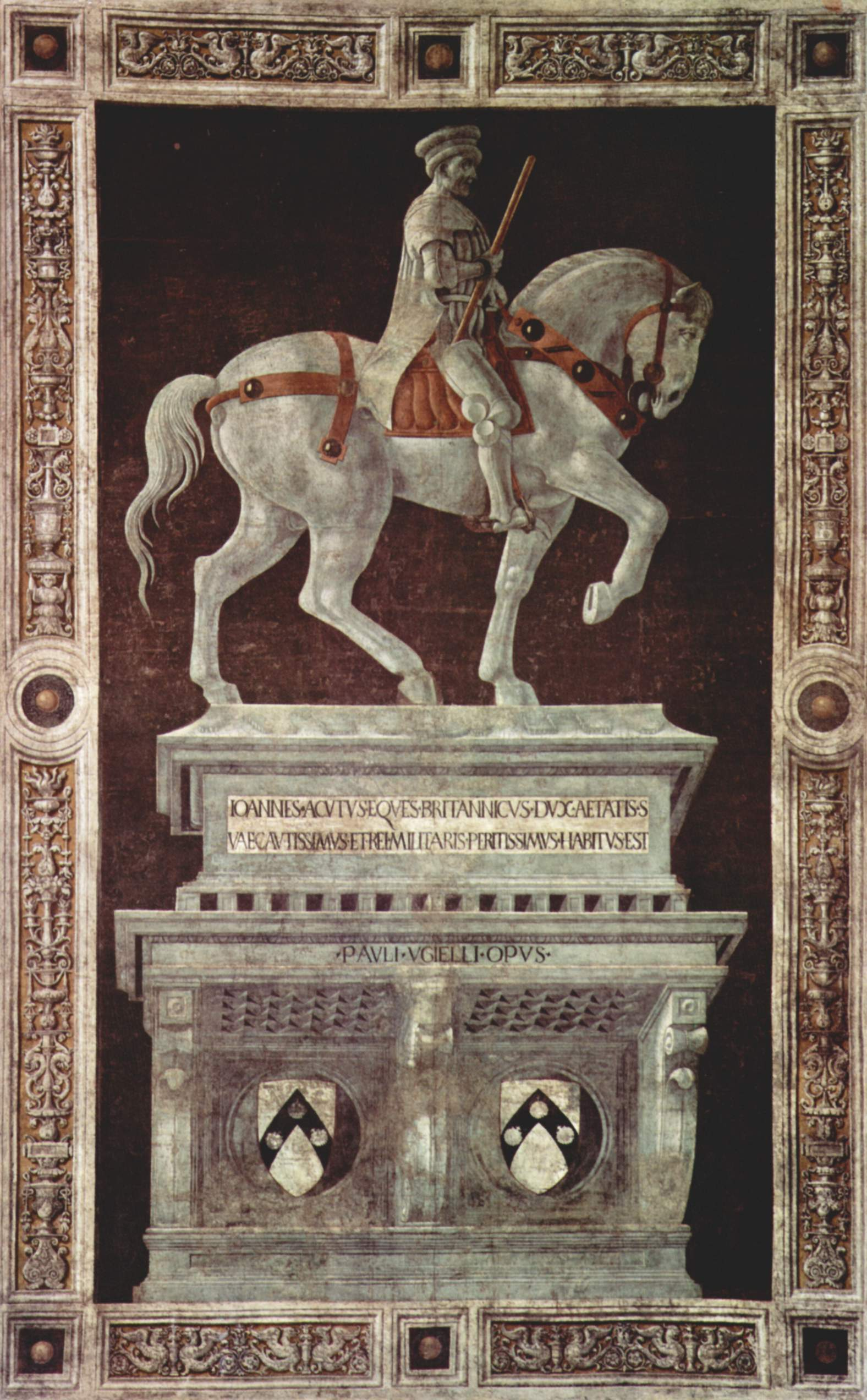
『サー・ジョン・ホークの葬祭の記念碑』

1397年頃に、床屋兼外科医の子としてプラトヴェッキオに生まれる。1412年頃にロレンツォ・ギベルティの工房に弟子入りし、1415年にはフィレンツェ医師薬剤商組合に登録されている。また1425年から1427年頃まで、ヴェネツィアのサン・マルコ聖堂のモザイク装飾に携わった記録が残されている。
ヴェネツィアのフィレンツェ大使の推薦を受け、1431年にフィレンツェに帰国した彼は、サンタ・マリア・デル・フィオーレ大聖堂の仕事を受けることになった。1436年にはフレスコ画『ジョン・ホークウッド』（ジョヴァンニ・アクート）を完成させ、他に西壁の時計の文字盤と、ドーム下部のステンドグラス3枚をデザインしている。

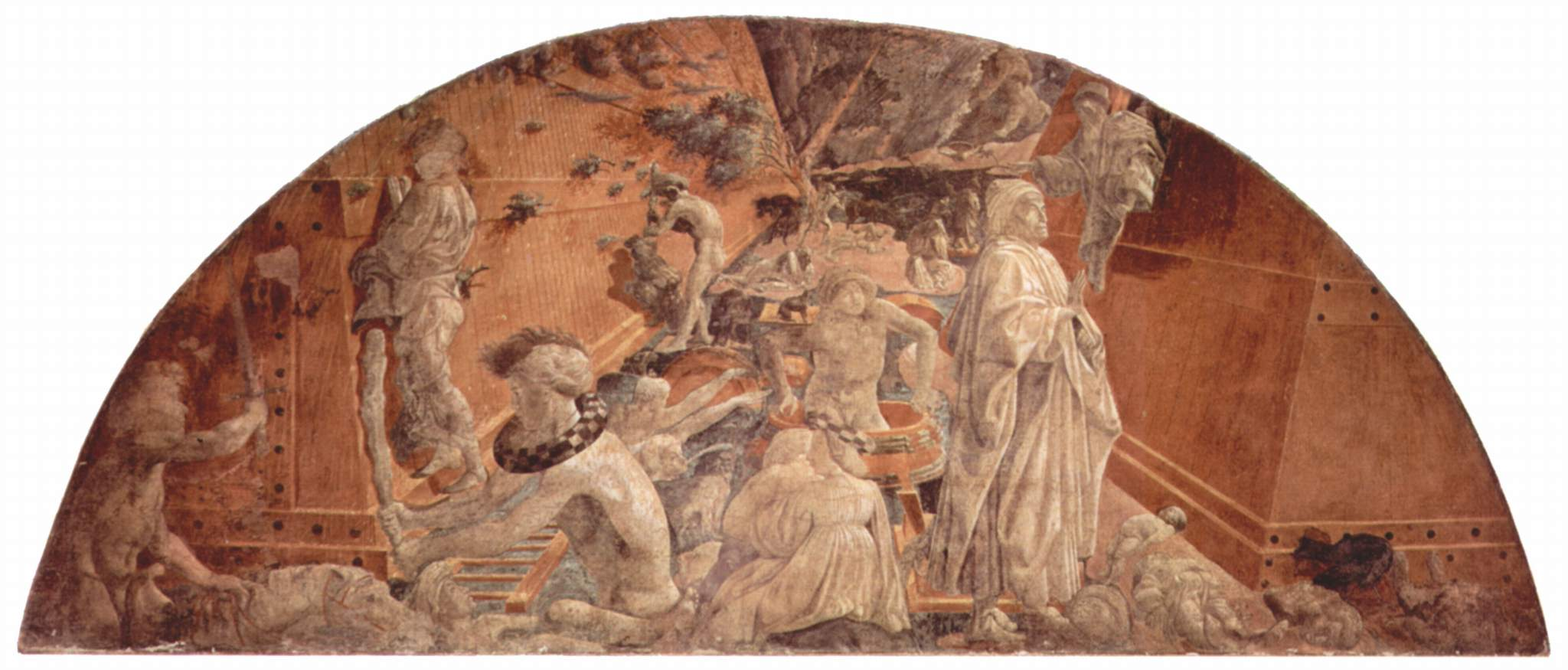
『大洪水と終息』

ジョルジョ・ヴァザーリによれば、1445年にドナテッロに呼ばれ、パドヴァのヴィタリーニ邸のフレスコ画の作成を行ったとされるが、その他の資料によって確認されているものの、初期の代表作とされるこれらのフレスコ画は現存していない。1440年代に作成されたフレスコ画は、サン・ミニアート・アル・モンテ教会とサンタ・マリア・ノヴェッラ教会に残っている。特にサンタ・マリア・ノヴェッラの『大洪水と終息』は、彼の最高傑作として言及される。
遠近法を駆使した『サン・ロマーノの戦い』三部作がいつごろ製作されたのかは不明だが、晩年、1450年代か1460年代と推測されている。晩年の彼は、ヴァザーリによれば、家に引きこもり、貧しい暮らしをしたとされるが、実際にはそれほど困窮はしていなかったとの指摘もある。
1475年12月10日に死去し、サント・スピリト教会に埋葬された。

## 影響

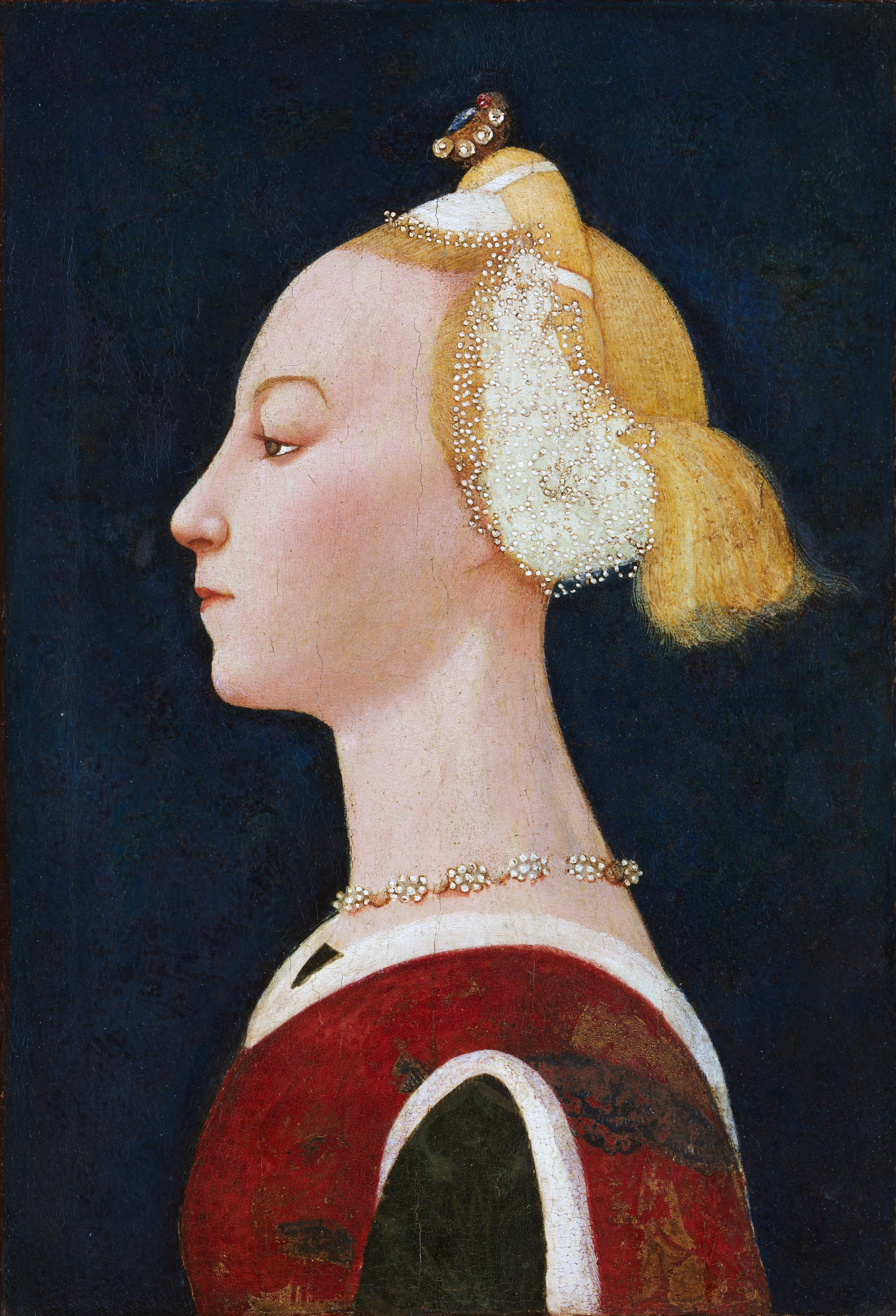
『女性の肖像』（1450年代）メトロポリタン美術館蔵

ウッチェロは、15世紀のイタリア絵画を代表する人物の1人であり、その評価は後世においても変わることはなかったが、しばしば、遠近法の関心が彼の想像力を奪ったとの指摘をされることがあった。画家というよりも数学者として位置づけられたことすらあるほどである。また、同時代の画家であるマザッチョらに比べると、時に不自然にさえ感じられる鮮やかな色使いは後期ゴシック様式の影響であるが、それが写実性を重んじるルネサンス後期の画家たちにとってはあまり受け入れられなかった。彼のゴシック的幻想と幾何学的世界の融合があらためて評価されるのは、20世紀になってからである。

## 主要作品
- 1431年頃　大聖堂天蓋下部のステンドグラス（フィレンツェ）
- 1436年　『ジョン・ホークウッドの騎馬像』（フィレンツェ）
- 1443年　大聖堂西壁大時計の文字盤（フィレンツェ）
- 1447年　サンタ・マリア・ノヴェッラ教会の『大洪水と終息』（フィレンツェ）
- 1450年頃　『サン・ロマーノの戦い』（フィレンツェ／ウフィッツィ美術館、ロンドン／ナショナル・ギャラリー、パリ／ルーブル美術館）
- 1460年頃　『聖ゲオルギウスと竜』（ロンドン／ナショナル・ギャラリー所蔵）
- 1465年頃　コルプス・ドミニ教会の祭壇画（ウルビーノ）
- 1470年頃　『森の中の狩猟』(アシュモレアン博物館、オックスフォード、イギリス)

『サン・ロマーノの戦い』

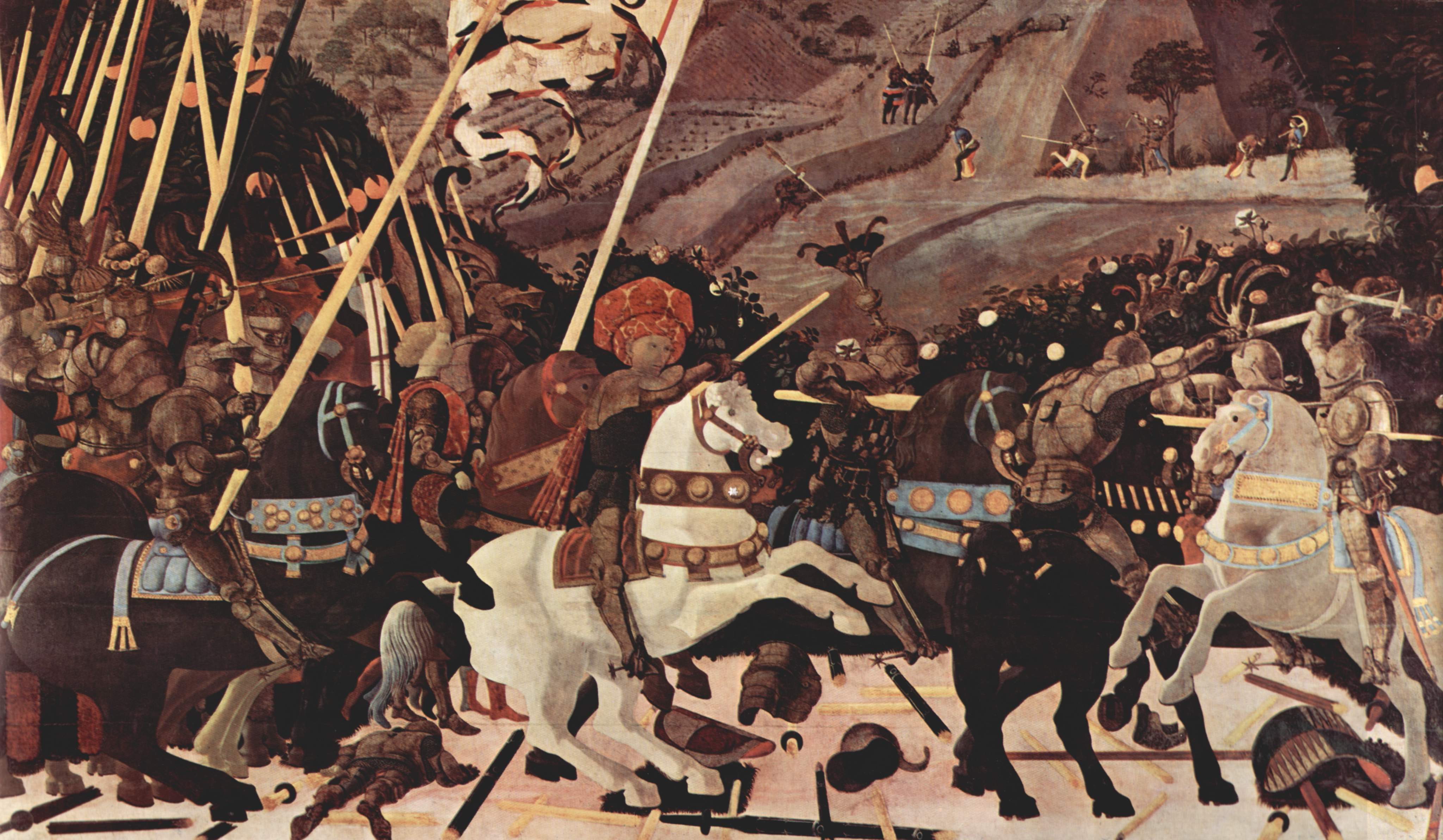
ナショナル・ギャラリー (ロンドン)
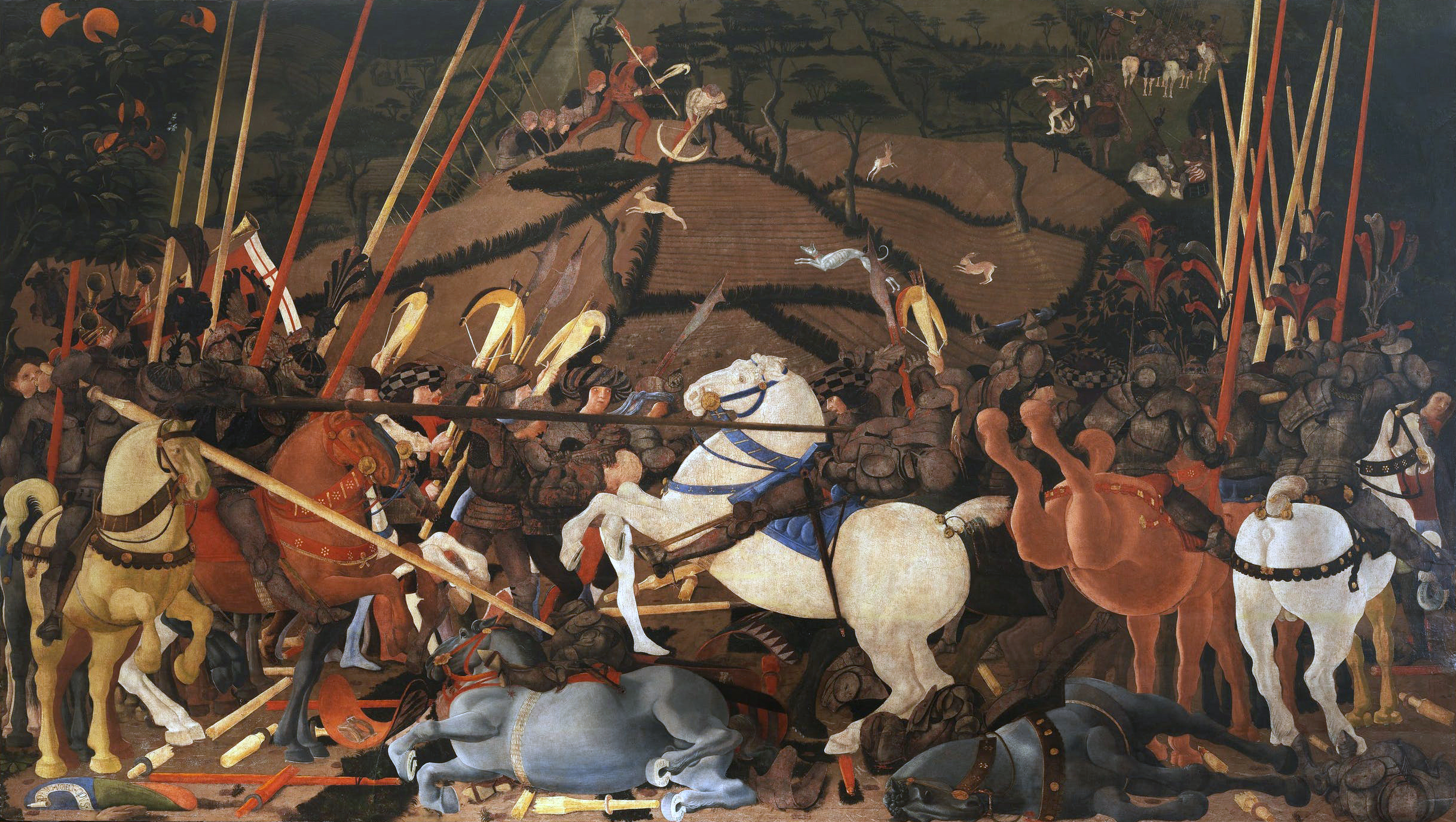
ウフィツィ美術館
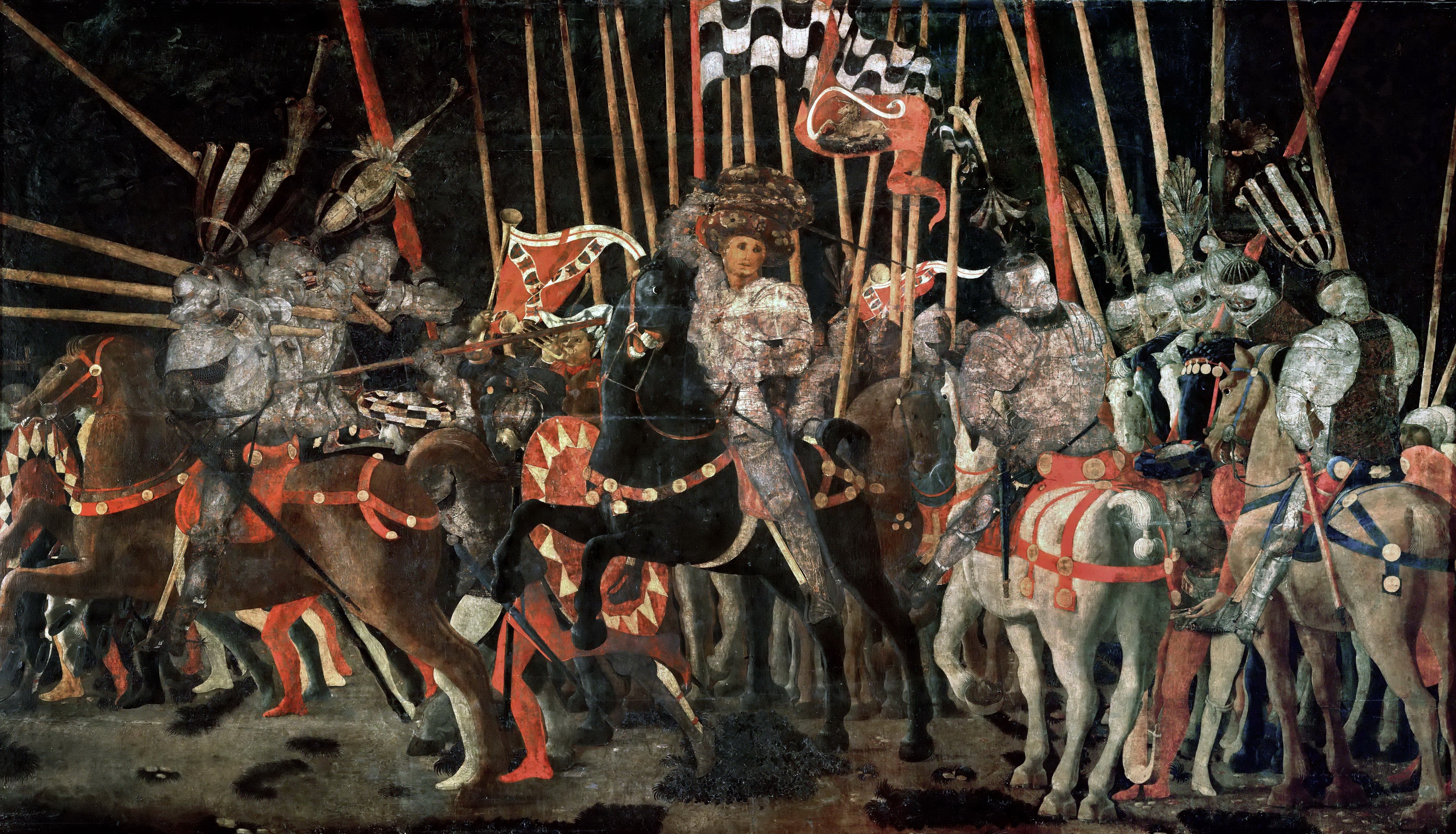
ルーヴル美術館

## 参照
1. ↑  w:Private Life of a Masterpiece, BBC TV
2. ↑  Borsi, Franco & Stefano. Paolo Uccello. pp. 15, 34. London: Thames & Hudson, 1994.

## 日本語文献
- 『パオロ・ウッチェロ、ドメニコ・ヴェネツィアーノ、アンドレア・デル・カスターニョ　素描研究と色彩への関心』

アンナリータ・パオリエーリ／諸川春樹・片桐頼継訳
〈イタリア・ルネサンスの巨匠たち11〉東京書籍、1995年　